# Soundtrack from the Film More
Soundtrack from the Film More (někdy také uváděno jako Music from the Film More nebo pouze More) je třetí album anglické skupiny Pink Floyd. Deska, která je zároveň prvním soundtrackem vytvořeným touto kapelou, byla vydána v červenci 1969 (viz 1969 v hudbě). V britském žebříčku prodejnosti hudebních alb se umístila nejvýše na deváté příčce.

## Popis alba a jeho historie
V pořadí třetí album skupiny je také jejím prvním soundtrackem. Jedná se o hudbu k filmu More od režiséra Barbeta Schroedera pojednávajícím o ráji hippies na ostrově Ibiza. Dvě písně použité ve filmu ale nebyly na album zahrnuty (jedná se o skladby „Seabirds“ a „Hollywood“), naopak některé skladby se na albu vyskytují ve zcela odlišné verzi než ve filmu.
Jednotlivé skladby se svým stylem často velmi liší. Nachází se zde jak folkové balady („Green Is the Colour“), u Pink Floyd ojedinělé známky hard rocku („The Nile Song“, „Ibiza Bar“) či několik experimentálních (až avantgardních) skladeb s elektronickým zvukem („Quicksilver“, „Main Theme“). Celkem šest skladeb je zcela instrumentálních („Up the Khyber“, „Party Sequence“, „Main Theme“, „More Blues“, „Quicksilver“ a „Dramatic Theme“).
Autorsky se na albu podílela celá skupina (včetně bubeníka Masona). Jedná se o první album, na kterém nijak neúčinkoval původní frontman kapely Syd Barrett (odešel v roce 1968) a zároveň první album, které produkovala skupina sama bez pomoci producenta Normana Smithe.

## Vydávání alba a jeho umístění
Album Soundtrack from the Film More vyšlo ve Spojeném království v červenci 1969 a dosáhlo deváté příčky žebříčku prodejnosti hudebních desek. V USA se deska neumístila, teprve po jejím znovuvydání v roce 1973 se dostala do žebříčku na 153. místo.
Soundtrack from the Film More vyšel v roce 1987 na CD, v remasterované verzi na CD v roce 1995.

## Seznam skladeb
| Strana 1 | Strana 1                        | Strana 1                       | Strana 1 |
| Pořadí   | Název                           | Autor                          | Délka    |
| -------- | ------------------------------- | ------------------------------ | -------- |
| 1.       | Cirrus Minor                    | Waters                         | 5:18     |
| 2.       | The Nile Song                   | Waters                         | 3:26     |
| 3.       | Crying Song                     | Waters                         | 3:33     |
| 4.       | Up the Khyber (instrumentální)  | Mason, Wright                  | 2:12     |
| 5.       | Green Is the Colour             | Waters                         | 2:58     |
| 6.       | Cymbaline                       | Waters                         | 4:50     |
| 7.       | Party Sequence (instrumentální) | Waters, Wright, Gilmour, Mason | 1:07     |

| Strana 2       | Strana 2                        | Strana 2                       | Strana 2 |
| Pořadí         | Název                           | Autor                          | Délka    |
| -------------- | ------------------------------- | ------------------------------ | -------- |
| 1.             | Main Theme (instrumentální)     | Waters, Wright, Gilmour, Mason | 5:27     |
| 2.             | Ibiza Bar                       | Waters, Wright, Gilmour, Mason | 3:19     |
| 3.             | More Blues (instrumentální)     | Waters, Wright, Gilmour, Mason | 2:12     |
| 4.             | Quicksilver (instrumentální)    | Waters, Wright, Gilmour, Mason | 7:13     |
| 5.             | A Spanish Piece                 | Gilmour                        | 1:05     |
| 6.             | Dramatic Theme (instrumentální) | Waters, Wright, Gilmour, Mason | 2:15     |
| Celková délka: | Celková délka:                  | Celková délka:                 | 44:56    |

## Obsazení
- Pink Floyd:
  - David Gilmour – akustická kytara, elektrická kytara, flamenco kytara, slide guitar, bonga, zvukové efekty, zpěv, vokály
  - Roger Waters – baskytara, kytara, zvukové efekty, bonga, gong, zpěv, vokály
  - Rick Wright – Hammondovy varhany, varhany Farfisa, piano, vibrafon, bonga, vokály
  - Nick Mason – bicí, perkuse, bonga